# Luigi Pirandello
Luigi Pirandello (28 tháng 6 năm 1867 – 10 tháng 12 năm 1936) là nhà văn, nhà viết kịch Ý đoạt giải Nobel Văn học năm 1934.

## Tiểu sử
Luigi Pirandello là con thứ hai trong số sáu người con của một gia đình tư sản chủ mỏ lưu huỳnh. Tài năng văn học của ông thể hiện khá sớm. Khi còn học phổ thông, Pirandello đã làm thơ và viết một vở bi kịch có nhan đề Barbaro (về sau bị thất lạc). Năm 1887, ông vào học ngành ngữ văn ở Đại học Palermo và Đại học Roma. Không hài lòng với trình độ giảng dạy ở đây, ông chuyển sang Đại học Bonn học và nhận chứng chỉ tốt nghiệp vào năm 1891. Năm 1889, ông xuất bản tập thơ đầu tiên Mal Giocondo (Nỗi đau sung sướng). Trở về Roma năm 1892, Pirandello cộng tác với các tạp chí văn học và công bố nhiều tập thơ, trong đó có Elegie Renane (Những bi ca trên sông Rhein). Năm 1894 ông kết hôn với Maria Antonietta Portulano. Năm 1898 ông bắt đầu viết kịch và đứng ra thành lập hẳn một đoàn kịch.
Từ 1897 đến 1922, Luigi Pirandello giảng dạy mĩ học và văn học ở viện Magistere Femminile tại Roma. Năm 1901 ông xuất bản tiểu thuyết đầu tiên L'esclusa (Người đàn bà bị ruồng bỏ). Năm 1903, gia đình phá sản vì lụt phá sập hầm mỏ, vợ mắc bệnh tâm thần nặng, nhưng ông vẫn tiếp tục sáng tác; cuốn tiểu thuyết thứ ba Il fu Mattia Pascal (Mittia Pascal quá cố, 1904) đã mang lại cho Pirandello thành công lớn. Từ năm 1915, ông gần như dành toàn bộ thời gian cho sáng tác kịch (trong 6 năm 1915-1921 ông viết 16 vở kịch và tất cả đều được trình diễn). Các tác phẩm của Pirandello mang khuynh hướng duy thực, đi sâu vào tâm lý, miêu tả nỗi đau khổ của con người. Vở kịch Sei personaggi in cerca d'autore (Sáu nhân vật đi tìm tác giả) viết năm 1921 thực sự tạo cú thúc quyết định cho sự phát triển của sân khấu hiện đại.
Tên tuổi của Luigi Pirandello không chỉ được biết đến ở Ý mà ở toàn châu Âu. Năm 1924, ông gia nhập đảng phát xít và với sự giúp đỡ của Benito Mussolini đã sáng lập và trở thành giám đốc Nhà hát Nghệ thuật Quốc gia Ý. Năm 1926, ông viết xong tiểu thuyết cuối cùng Uno, nessuno e centomila (Một, không và mười vạn). Năm 1928, nhà hát của ông phải đóng cửa vì lý do tài chính. Những năm sau đó Pirandello đi du lịch và sống nhiều ở nước ngoài. Năm 1934 ông nhận giải Nobel. Luigi Pirandello mất tại Roma.

## Tác phẩm
- Mal Giocondo (Nỗi đau sung sướng, 1889), tập thơ
- Elegie Renane (Những bi ca trên sông Rhein, 1892), thơ
- Amori senza amore (Những mối tình yêu không có tình yêu, 1894), tập truyện
- L'esclusa (Người đàn bà bị ruồng bỏ, 1901), tiểu thuyết
- Il dovere del medico (Nghĩa vụ thầy thuốc, 1902), kịch
- Il fu Mattia Pascal (Mattia Pascal quá cố, 1904), tiểu thuyết
- Arte e scienza (Khoa học và nghệ thuật, 1908), tiểu luận
- L'Umorismo (Cái hài, 1908), tiểu luận
- La morsa (Vết cắn, 1910), kịch
- Lumie di Sicilia (Những quả chanh Sicilia, 1911), kịch
- I vecchi e i giovani (Những người già và những người trẻ, 1913), tiểu thuyết
- Se non cosi (Nếu điều đó không như thế, 1915), kịch
- Sigria (Hạ gục, 1916), tiểu thuyết
- La giara (Vòng lục lạc, 1917), kịch
- Liolà (1917), kịch
- Cosi è (se vi pare) (Điều đó như thế (nếu các anh thấy vậy), 1918), kịch
- Pensaci, Giacomino (Hãy suy nghĩ, Giacomio!, 1920), kịch
- Tutto per bene (Theo cách tốt, 1920), kịch
- Ciascuno a suo modo (Mỗi người theo một cách, 1924), kịch
- Uno, nessuno e centomila (Một, không và mười vạn, 1926), tiểu thuyết
- Questa sera si recita a soggetto (Hôm nay chúng ta ứng diễn, 1929), kịch
- Come tu mi vuoi (Anh muốn em như thế nào, 1930), kịch
- Maschere nude (Lõa thể, 1918-1935), kịch
- Enrico IV, 1922), kịch
- Vestire gli ignudi (Những người ở trần đang mặc quần áo, 1923), kịch
- La vita che ti diedi (Cuộc sống ta trao cho con, 1924), kịch
- Sei personaggi in cerca d'autore (Sáu nhân vật đi tìm tác giả, 1921), kịch
- Novelle per un anno (Chuyện cho một năm, 1932-1937), tập truyện